# Oenothera braunii
Oenothera braunii är en dunörtsväxtart som beskrevs av Döll. Oenothera braunii ingår i släktet nattljussläktet, och familjen dunörtsväxter. Inga underarter finns listade i Catalogue of Life.